# Прапор Рожнятівського району
Пра́пор Рожня́тівського райо́ну — офіційний символ Рожнятівського району Івано-Франківської області, затверджений 8 лютого 2007 року рішенням сесії Рожнятівської районної ради.

## Опис
Прапор являє собою прямокутне полотнище зі співвідношенням сторін 2:3, яке розділене горизонтально на синю (зверху) та жовту (знизу) смуги. Від древкового кута розміщено зелений трикутник (1/2 ширини прапора), а в місці з'єднання цих частин знаходиться герб району.